# Ćirez
Qirez en albanais et Ćirez en serbe latin (en serbe cyrillique : Ћирез) est une localité du Kosovo située dans la commune/municipalité de Skenderaj/Srbica et dans le district de Mitrovicë/Kosovska Mitrovica. Selon le recensement kosovar de 2011, elle compte 1 015 habitants, tous albanais.
Le village est également connu sous le nom albanais de Çirez.

## Démographie

### Évolution historique de la population dans la localité
| 1948 | 1953 | 1961 | 1971 | 1981 | 1991 | 2011  |
| ---- | ---- | ---- | ---- | ---- | ---- | ----- |
| 448  | 499  | 623  | 706  | 839  | 907  | 1 015 |

|  |